# واتن آندروود
واتن آندروود (به انگلیسی: Wotton Underwood) یک روستا و محله مدنی در بریتانیا است که در Aylesbury Vale واقع شده‌است. واتن آندروود ۱٫۰۵۳ کیلومتر مربع مساحت و ۱۱۹ نفر جمعیت دارد.